# Agave tequilana

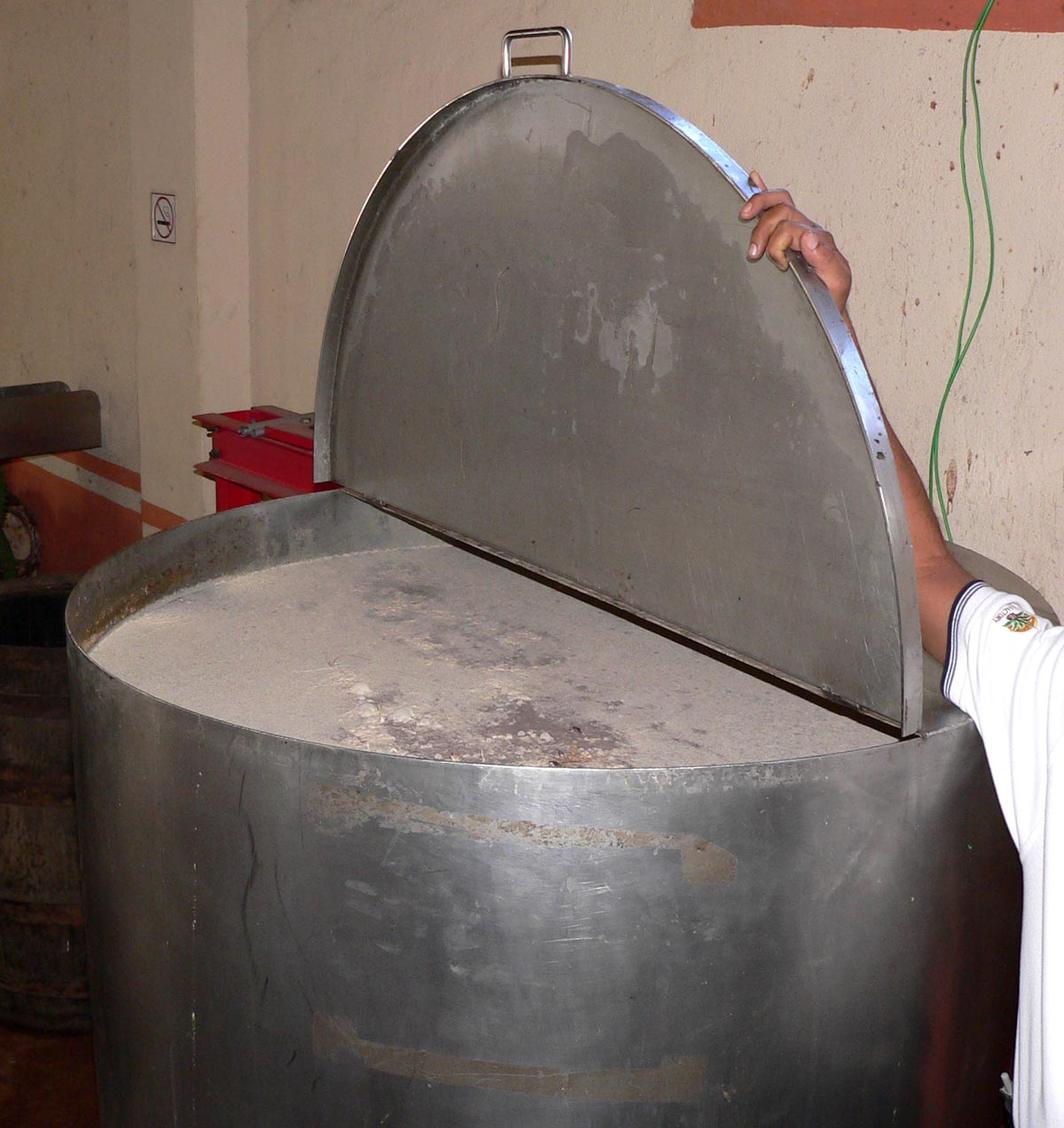
Fermentació de l'agave

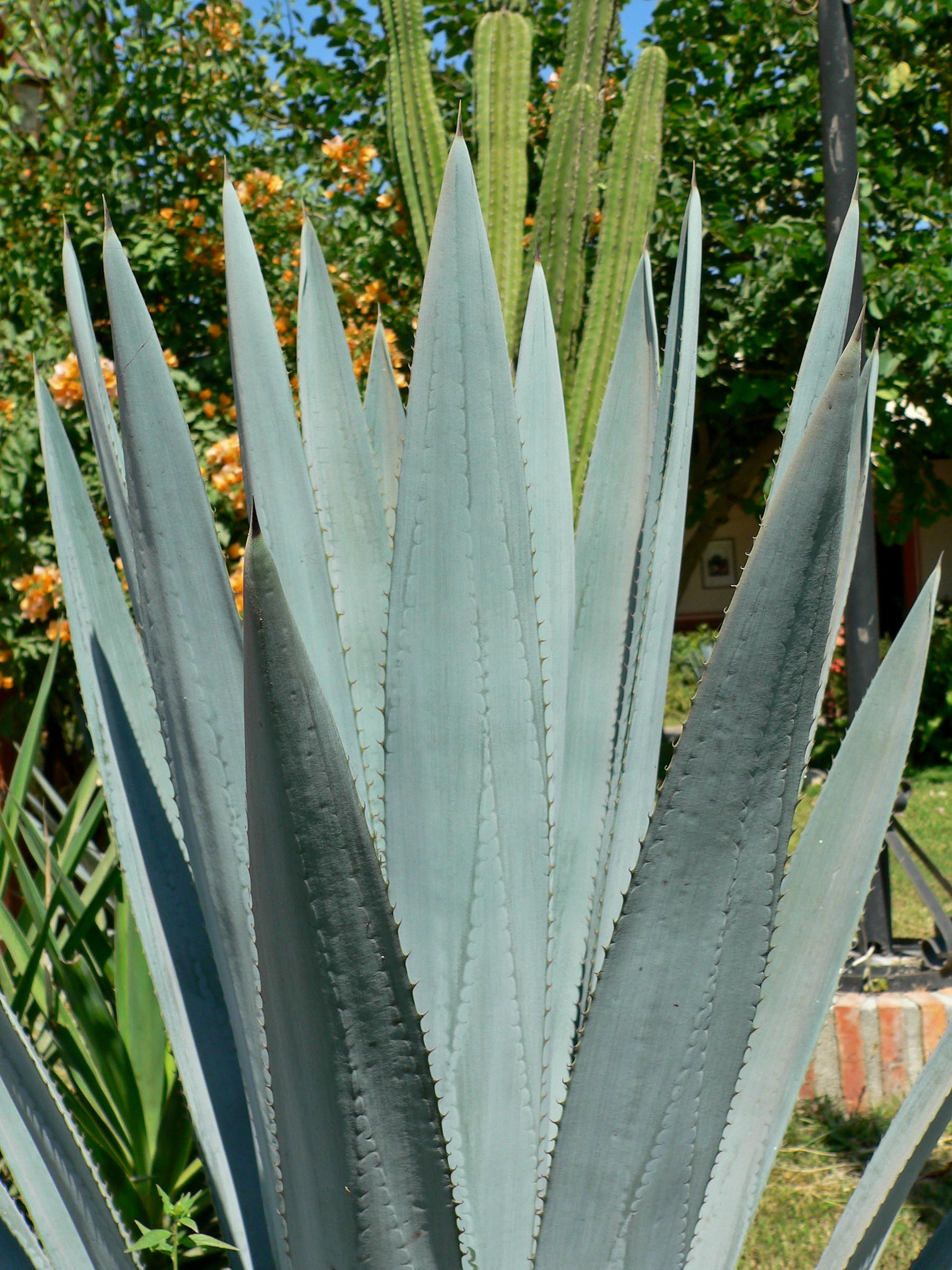
Fulles

Agave tequilana, àgave blau o àgave del tequila, és una espècie de planta crassa dins del gènere Agave a partir de la qual s'elabora la beguda alcohòlica tequila. Es conrea a Mèxic, a l'estat de Jalisco. El cor o interior d'aquesta planta produeix grans quantitats del sucre fructosa i això la fa adequada per a produir una beguda alcohòlica.
Aquesta planta es cultiva s l'altiplà mexicà a altituds de més de 1500 m i creix en sòls rics i sorrencs. Les seves fulles són suculentes i poden fer fins a 2 m de llargada. La seva tija floral (amb el nom vernacle de quiote) apareix quan la planta té 5 anys i pot arribar a fer 5 m de llargada però, com operació de cultiu, aquesta tija es talla quan comença a aparèixer perquè no prengui reserves de la planta. Les seves flors són grogues i són pol·linitzades per un quiròpter autòcton (Leptonycteris nivalis).
Quan aquesta planta ha florit produeix milers de llavors i aleshores mor. Normalment quan es cultiva la reproducció és només vegetativa a través de brots joves laterals.

## Producció de tequila
Per a produir tequila s'utilitza el cor de la planta quan aquesta ha arribat ja als dotze anys. Aquests cors s'anomenen localment piñas i pesen uns 80 kg. D'aquest cor se'n separen les fulles i es bullen per extreure'n la saba la qual es fa fermentar i després es fa destil·lar.
Els cultius d'aquesta planta es poden veure afectats per diverses malalties de fongs virus i bacteris